# مک‌لارن ام‌پی۴/۷ای
مک‌لارن ام‌پی۴/۷ای (به انگلیسی: ‎McLaren MP4/7A‎) یک خودروی مسابقه‌ای فرمول یک بود که توسط نیل اوتلی طراحی شد و توسط مک‌لارن اینترنشنال برای شرکت در مسابقات فرمول یک فصل ۱۹۹۲ ساخته شد. آیرتون سنا و گرهارد برگر رانندگانی بودند که در این فصل با این خودرو رانندگی کردند.
پیشرانهٔ این خودرو از نوع وی۱۲ ‎۷۵°‎ با حجم ۳۴۹۳ سی‌سی بوده و جعبه‌دندهٔ آن ۶ دنده به‌صورت نیمه‌خودکار بود.
این خودرو مجموعاً در ۱۴ مسابقه شرکت کرد و در این مسابقات ۵ بار به پیروزی دست یافت. همچنین ۱ پول پوزیشن با استفاده از این خودرو کسب شد و ۲ بار نیز سریع‌ترین زمان برای طی یک دور پیست توسط این خودرو به ثبت رسید.